# Morava de Vest
Morava de Vest (în sârbă Западна Морава / Zapadna Morava, pronunțat [zâːpadnaː mɔ̝̌rav̞a]) este un râu din Serbia Centrală, cu o lungime de 184 de km în aval de Morava Mare (Velika Morava), râu pe care îl formează împreună cu Morava de Sud. A fost cunoscut sub numele de Brongos în antichitate.

## Geografie

### Origine
Morava de Vest își are originea în câmpia Tašti, la est de orașul Požega, din afluenții Golijska Moravica și Đetinja. Đetinja primește de la stânga afluentul său principal, Skrapež. La mai puțin de un kilometru după confluență, ea întâlnește Golijska Moravica care curge din sud, formând Morava de Vest. Având în vedere proximitatea confluențelor Đetinja, Skrapež și Golijska Moravica, unele surse consideră că toate cele trei râuri sunt afluenți direcți ai râului Morava de Vest. Urmând direcția cursului, Đetinja este un capăt natural al Moravei de Vest. Dar, deoarece Golijska Moravica este cu 23 de km mai lung, acesta din urmă este considerat drept principalul său afluent. Măsurat de la izvorul afluentului Golijska Moravica, râul Morava de Vest are o lungime de 282 de km; lungimea râului Morava de Vest propriu-zis este de 184 km.

### Curs
Spre deosebire de cursul de la sud spre nord al râului Velika Morava (de-a lungul meridianului), Morava de Vest curge într-o direcție opusă, latitudinală (de la vest la est), separând regiunea Šumadija din Serbia centrală de partea sudică a țării.
Datorită direcției Moravei de Vest, aceasta curge între mai mulți munți, regiuni și sub-regiuni. Prima dată curge între regiunile Zlatibor (Srbija) la nord și Dragačevo la sud; aici se varsă afluentul Bjelica din sud și micul oraș Lučani este situat în vecinătate, în sudul râului. Apoi curge între munții Ovčar (nord) și Kablar (sud); aici râul a sculptat Cheile Ovčar-Kablar. Morava de Vest curge prin defileu (care se mai numește Muntele Athos Sârb, din cauza mănăstirilor sale), apoi urmează baraje pe râu care formează lacurile artificiale Ovčar-Kablar și Međuvršje. În continuare râul Morava de Vest ajunge între regiunea Takovo (nord) și muntele Jelica și regiunea Goračići (sud); aici se află orașul Čačak, pe râu se găsește încă un baraj (care creează lacul Parmenac) și primește mai mulți afluenți (mai ales din stânga: Čemernica, Bresnička reka, Lađevačka reka); în acest moment, râul intră în valea joasă Zapadno Pomoravlje, cu meandre și inundații, astfel încât de acum înainte așezările majore vor fi mai departe de râu (Goričani, Lađevci, Mrčajevci).
Morava de Vest ajunge între muntele Kotlenik și regiunea Gruza (nord) și munții Stolovi (sud); orașul Kraljevo și suburbiile sale Adrani și Ratina sunt situate în sudul râului, aici Ibar se varsă din dreapta în Morava de Vest; tot din dreapta se varsă Tovarnica și din stânga, Gruža. În continuare râul Morava de Vest curge între munții Gledićke (nord) și Goč (sud); în această secțiune se află cea mai cunoscută stațiune balneoclimaterică sârbă, Vrnjačka Banja, suburbiile sale Vrnjci și Novo Selo, orașul industrial Trstenik și mănăstirea Ljubostinja. În final, Morava de Vest curge între regiunile Temnić (nord) și Rasina (sud); mai multe sate mari sunt situate în nordul râului (Medveđa, Velika Drenova, Kukljin, Bošnjane, în timp ce satul Globoder, orașul Kruševac și suburbiile sale Jasika, Pepeljevac, Parunovac și Čitluk sunt situate în sudul râului. În nordul orășelului Stalać, Morava de Vest și Morava de Sud se întâlnesc și formează Morava Mare.

## Istorie
În secolul al VII-lea și în timpul Evului Mediu, slavii care s-au stabilit acolo au devenit majoritari în zonă, așa cum se poate vedea din toponimele slave. A existat și o populație formată din vlahi romanizați, majoritatea vlahilor au părăsit zona în trecut, deoarece bazinul Morava a fost principala cale de invazie a slavilor pentru atacurile lor asupra Imperiului Roman.

## Economie
Valea râului Morava de Vest, Zapadno Pomoravlje, este cea mai dezvoltată din punct de vedere economic dintre cele trei văi ale râurilor Morava. Împreună cu valea râului Ibar, Morava de Vest are un potențial imens în producerea de energie electrică (cu centralele hidroelectrice de la Ovčar de 6 MW și Međuvršje de 7 MW). De asemenea, apa este folosită pentru irigație și în același scop a fost creat lacul artificial Parmenac pe râu, care ajută regiunea deja fertilă (grâne, livezi). De asemenea, din toate cele trei râuri Morava, valea Moravei de Vest este cea mai împădurită.
Bazinul hidrografic al Moravei de Vest este bogat în minereuri (cel mai mult în valea râului Ibar) și include extracția de antracit, magnezit, crom etc. Prin urmare, industria este foarte dezvoltată într-o serie de orașe puternic industrializate: Užice, Požega, Čačak, Kraljevo, Trstenik și Kruševac. Traficul este important și pentru economie, deoarece întreaga vale a râului este o rută naturală atât pentru drumuri cât și pentru căile ferate care leagă estul, centrul și vestul Serbiei.

## Caracteristici
În total, Morava de Vest are 85 de afluenți. Râul a fost mai lung (319 km), dar datorită reglării debitului său, acum este mai scurt. Morava de Vest are un debit mediu de 120 m³/s, dar se caracterizează prin fluctuații extreme, ceea ce duce la inundații severe.
Morava de Vest drenează o suprafață de 15.754 km² (ceea ce reprezintă 41,2% din întregul bazin hidrografic al râului Morava Mare) care aparține bazinului hidrografic al Mării Negre. Râul Morava de Vest nu este navigabil. Când a început programul de îmbunătățiri funciare în 1966, s-a proiectat că va deveni navigabil de la Kruševac la Čačak.

## Galerie

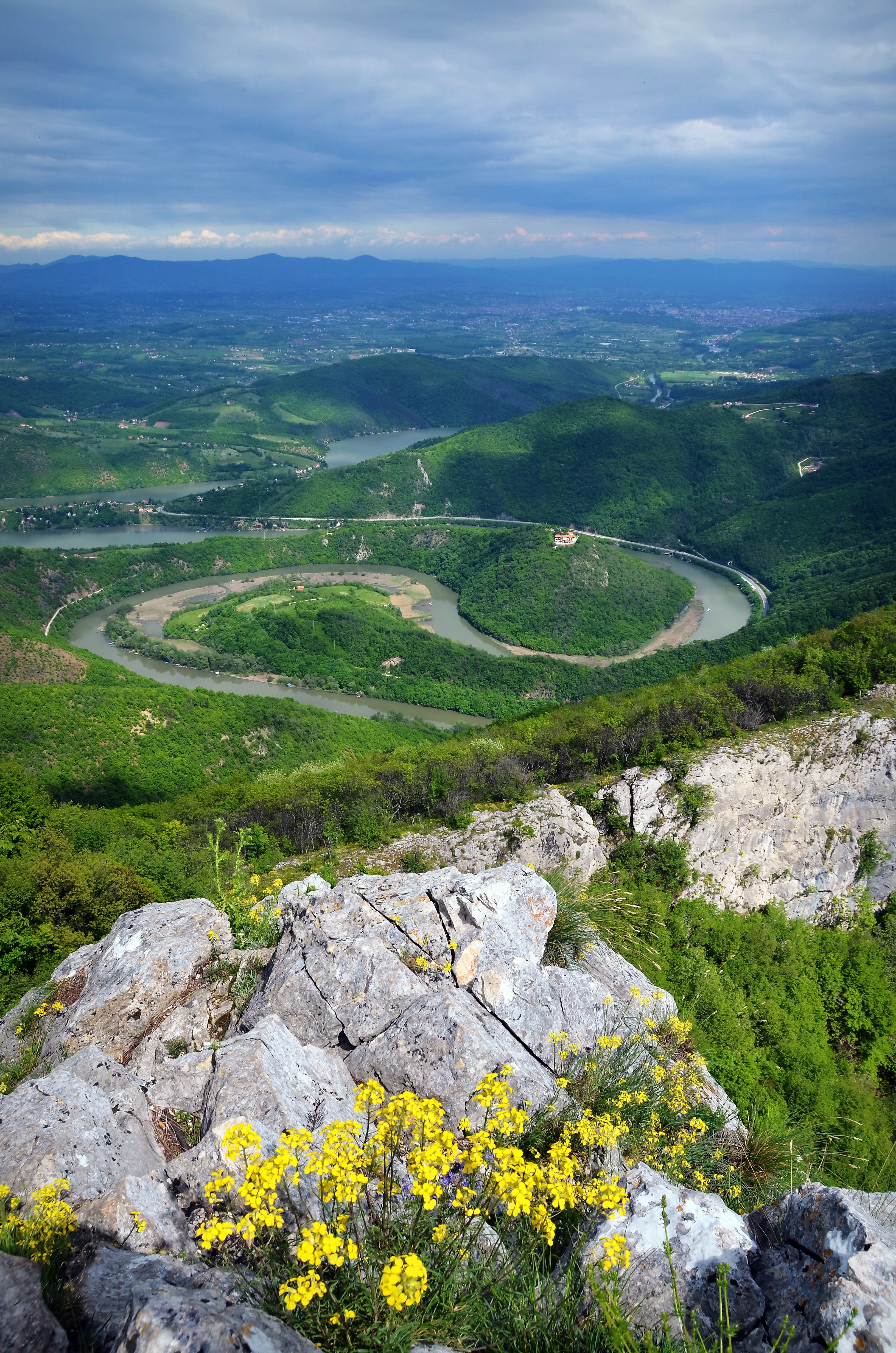
Meandrele râului în Defileul Ovčar-Kablar
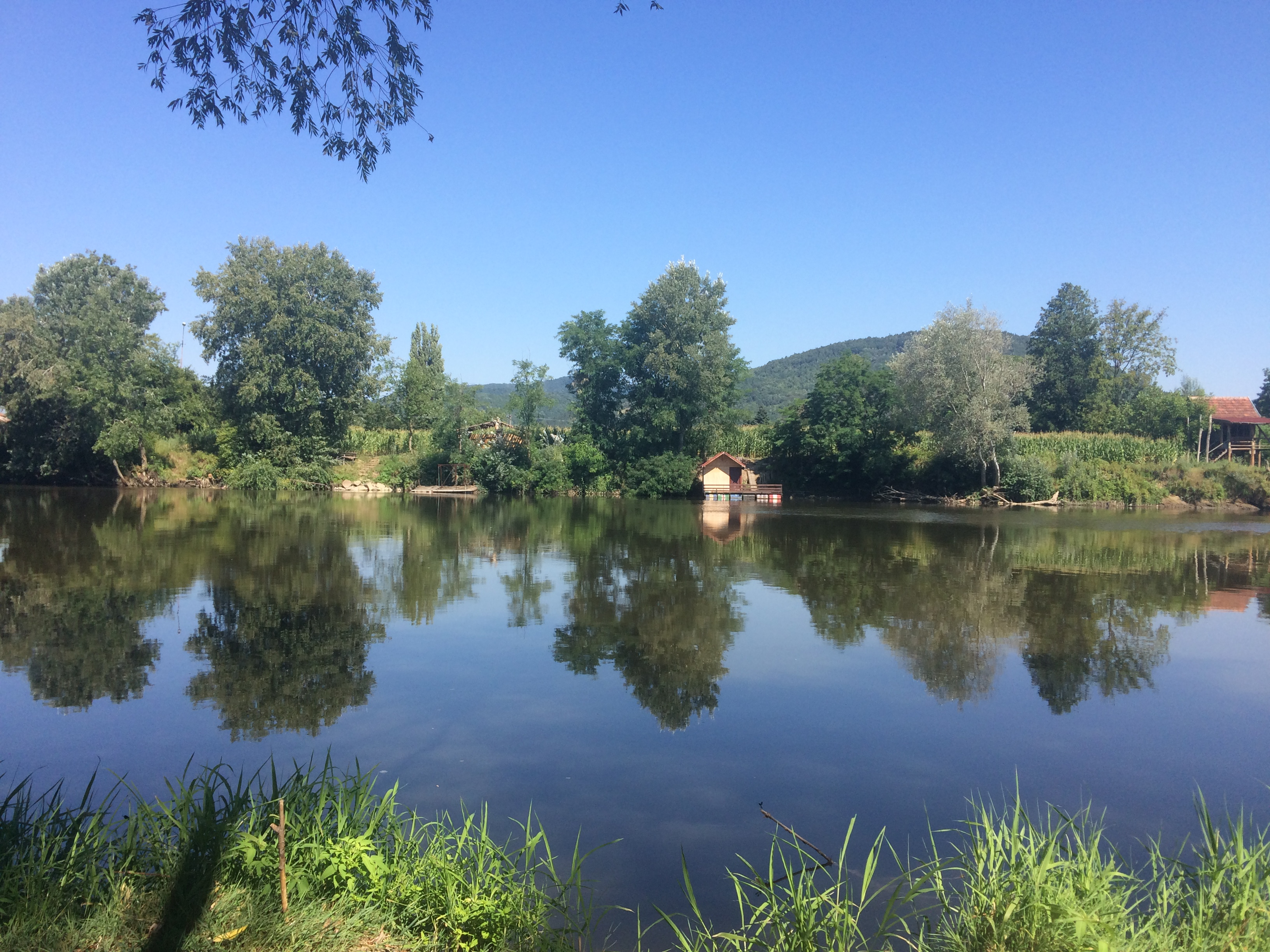
Morava de Vest
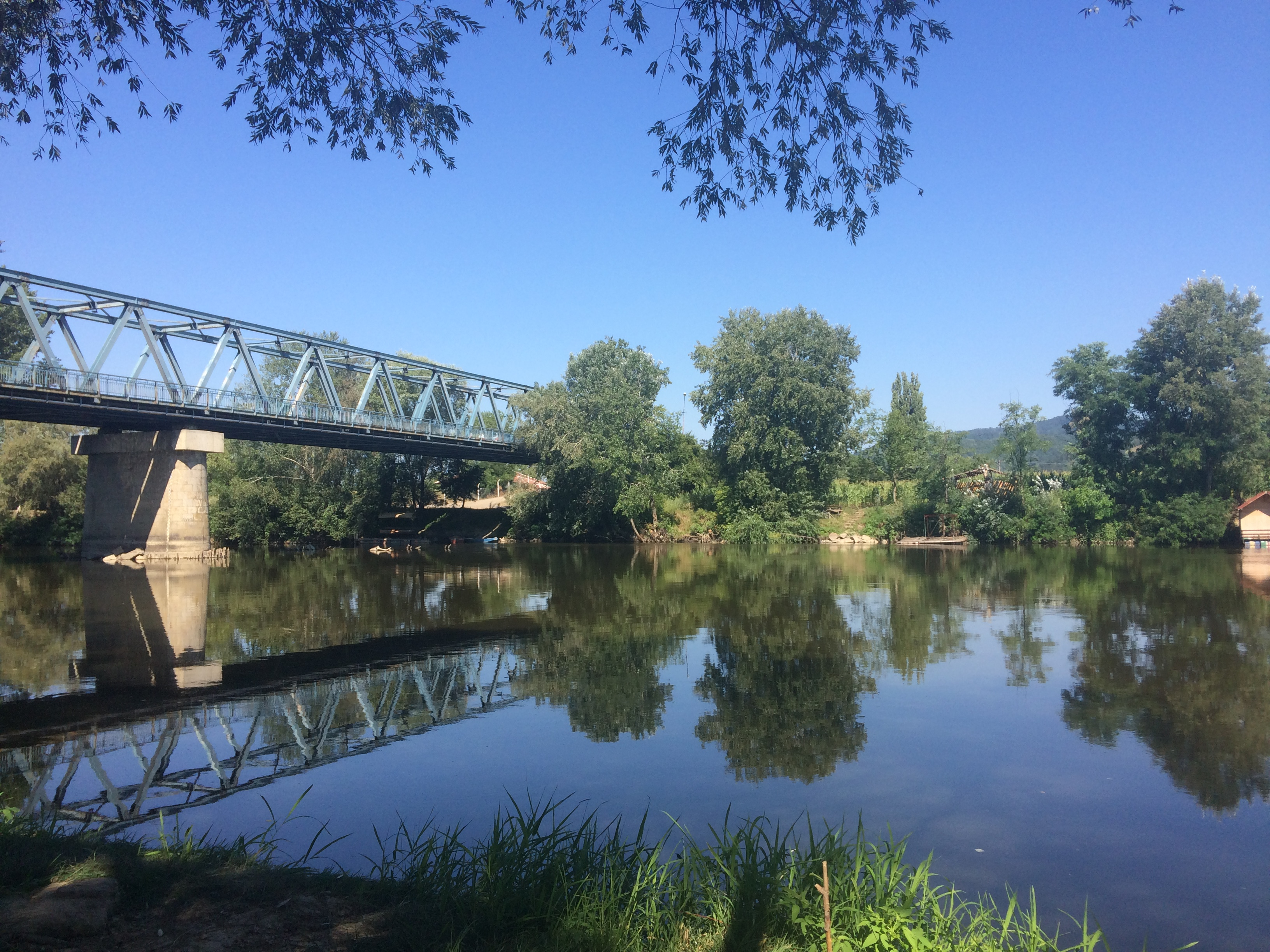
Morava de Vest